# Iridectomía
La iridectomía es un procedimiento quirúrgico que se utiliza en oftalmología y consiste en la extirpación parcial del iris. Está cirugía se realiza principalmente para el tratamiento del glaucoma de ángulo cerrado y en el melanoma de iris que es un tumor maligno intraocular.
Actualmente la iredectomia quirúrgica para el tratamiento del glaucoma de ángulo cerrado ha sido sustituida en gran parte por la iridectomia mediante láser YAG (iridotomía) ya que es un procedimiento más seguro porque no precisa la apertura del globo ocular y permite crear un orificio en el iris que facilita el flujo del humor acuoso desde la cámara posterior del ojo a la cámara anterior.

## Iridectomía láser (iridotomía)
Se emplea generalmente láser YAG. Previamente a realizar el procedimiento se administra una gota de un colirio de pilocarpina lo que produce como efecto una disminución del tamaño de la pupila (miosis). A continuación se aplica el láser, que se concentra mediante una lente directamente sobre el iris para evitar dañar la córnea. Poco a poco se consigue que se forme un orificio a través del cual se puede ver el cristalino. El objetivo es conseguir una comunicación adicional entre la cámara posterior y anterior del ojo para evitar que el iris se abombe hacia delante, lo cual desencadenaría una crisis de glaucoma agudo.
El procedimiento es muy seguro, pero no está exento de posibles efectos secundarios, como quemaduras de la córnea, opacificaciones del cristalino y en casos raros lesiones de la mácula lútea.

## Tipos
- Iridectomía periférica. Consiste en la extirpación de una porción del iris en la zona de la raíz, dejando el esfínter pupilar y el margen de la pupila intactos. Este método se utiliza en el tratamiento del glaucoma.

- Iridectomia total. Es la extirpación quirúrgica de un sector radial completo, desde la pupila a la raíz del iris. La pupila tras la intervención adopta la forma de una cerradura.